# Крусейдърс
Крусейдърс (на английски: Canterbury Crusaders, на български: кръстоносци) е новозеландски ръгби клуб, участващ в турнира „Супер 14“, шестикратен победител в турнира.
Клубът е със седалище в Крайстчърч, Нова Зеландия.